# In Time with You
In Time with You (chinês tradicional: 我可能不會愛你; lit. "Eu talvez não te ame") é uma série de televisão taiwanese escrita por Xu Yu Ting (徐譽庭) e dirigida por Chu Yu Ning (瞿友寧).

## História
Cheng You Qing é a gerente de uma fábrica de calçados de Taiwan. Em seu aniversário de 30 anos, ela recebe um e-mail com os sintomas de evelhecimento de Li Da Ren, seu melhor amigo desde o colégio. Assim, incapaz de aceitar o fato de que está ficando velha, ela resolve fazer uma aposta com ele, de quem irá se casar antes dos 35 anos. Dessa forma, eles começam a procurar por seus amantes.
No entanto, Da Ren muitas vezes diz que as garotas com quem sai não combinam com ele, além de sempre estar insatisfeito com os garotos que You Qing namora. Após terminar o namoro com sua colega, Maggie, ele admite que sempre esteve apaixonado por You Qing. Porém, quando ele resolve contar os seus verdadeiros sentimentos a ela, descobre que You Qing acaba de se reconciliar com seu ex-namorado.
Enquanto Cheng You Qing procura por seu marido ideal, ela descobre que todos os "candidatos" com quem saiu eram inaceitáveis. O único homem que poderia poderia amá-la, apesar de seu mau humor e teimosia, era seu melhor amigo. No final, o único obstáculo entre os dois era a vasta amizade.

## Elenco
- Ariel Lin como Cheng You Qing (程又青)
- Bolin Chen como Li Da Ren (李大仁)
- Chen Kuangyi como Maggie (colega de Li)
- Sunny Wang como Ding Li Wei (丁立威)
- Lin Mei Xiu como mãe de You Qing
- Luo Bei An como pai de You Qing
- Ying Wei Min como Cheng Guan Qing (程冠青)
- Ma Nan como esposa de Guan Qing (大嫂)
- Yin Qi como Cheng Mei Qing (程美青)
- Xie Yu Wei como marido de Mei Qing (姊夫)
- Meng Geng Ru como Li Tao Tao (李淘淘)
- Jin Shi Jye como Bai Shu (白叔)
- Jerry Huang como Henry
- David Hsu como Nic (assistente de You Qing)
- Ma Shi Li como gerente (總經理)
- Joelle Lu como Grace
- Yu Han Mi como Lala (namorada de Henry)
- Ya Zi como Lu Xing Di (盧辛蒂)
- Tsai Chang Hsien como Di Shu (地鼠)
- Zeng Wei Hao como Da Cong (大叢)
- Li Wei Wie como Zi Lin (子琳)
- Liu Yi Hao como Mei Nan (美男)
- An Wei Ling como Mei Mei (美美)
- Jesseca Liu como Huang Hai Yan (黄海燕)

## Trilha sonora
A trilha sonora de In Time with You (chinês tradicional: 我可能不會愛你 電視原聲帶) foi lançada em 19 de outubro de 2011 pela Linfair Records. O álbum contém dez canções, sendo três delas versões instrumentais. O tema de abertura da série é "Still Am" por William Wei e o tema de encerramento é "Wings" por Ariel Lin.
| N.º | Título                                  | Artista          | Duração |  |
| 1.  | "Still Am" (還是會)                     | William Wei      | 03:59   |  |
| 2.  | "Wings" (翅膀)                          | Ariel Lin        | 04:23   |  |
| 3.  | "I Won't Like You" (instrumental)       |                  | 03:49   |  |
| 4.  | "Still Am" (instrumental)               |                  | 03:48   |  |
| 5.  | "Starting Now" (現在開始)               | Biung Wang       | 04:16   |  |
| 6.  | "A Friend of a Friend" (普通朋友的朋友) | Tsai Chang Hsien | 03:13   |  |
| 7.  | "Tiptoe Love" (踮起腳尖愛)              | Hong Pei Yu      | 04:44   |  |
| 8.  | "Wings" (instrumental)                  |                  | 03:53   |  |
| 9.  | "I Won't Like You" (我不會喜歡你)       | Bolin Chen       | 03:49   |  |
| 10. | "Rotating Door" (旋轉門)                | Aggie Hsieh      | 04:27   |  |

## Recepção
| Exibição original      | Episódio | Média | Posição | Notas                       |
| ---------------------- | -------- | ----- | ------- | --------------------------- |
| 18 de setembro de 2011 | 1        | 1.41  | 2       |                             |
| 25 de setembro de 2011 | 2        | 1.24  | 2       | Final de They Are Flying    |
| 2 de outubro de 2011   | 3        | 1.65  | 2       | Premiação de Ring Ring Bell |
| 9 de outubro de 2011   | 4        | 2.09  | 2       |                             |
| 16 de outubro de 2011  | 5        | 2.34  | 2       |                             |
| 23 de outubro de 2011  | 6        | 2.56  | 2       |                             |
| 30 de outubro de 2011  | 7        | 2.64  | 2       |                             |
| 6 de novembro de 2011  | 8        | 3.11  | 2       | Final de Love Recipe        |
| 13 de novembro de 2011 | 9        | 3.07  | 2       |                             |
| 20 de novembro de 2011 | 10       | 3.62  | 2       |                             |
| 27 de novembro de 2011 | 11       | 3.54  | 2       |                             |
| 4 de dezembro de 2011  | 12       | 3.65  | 2       |                             |
| 11 de dezembro de 2011 | 13       | 5.51  | 1       |                             |
| Média                  | -        | 2.80  | 2       |                             |

## Prêmios e indicações
| Ano  | Cerimônia de Premiação | Categoria                                                     | Resultado |
| ---- | ---------------------- | ------------------------------------------------------------- | --------- |
| 2012 | 47º Golden Bell Awards | Melhor série de televisão                                     | Venceu    |
| 2012 | 47º Golden Bell Awards | Melhor protagonista masculino de uma série de TV (Bolin Chen) | Venceu    |
| 2012 | 47º Golden Bell Awards | Melhor protagonista feminina de uma série de TV (Ariel Lin)   | Venceu    |
| 2012 | 47º Golden Bell Awards | Melhor atriz coadjuvante de uma série de TV (Lin Mei-hsiu)    | Venceu    |
| 2012 | 47º Golden Bell Awards | Melhor direção (Arthur Chu)                                   | Venceu    |
| 2012 | 47º Golden Bell Awards | Melhor roteiro (Mag Hsu)                                      | Venceu    |
| 2012 | 47º Golden Bell Awards | Melhor publicidade em um drama                                | Venceu    |
| 2012 | 47º Golden Bell Awards | Melhor edição                                                 | Indicado  |

## Remake
- Um remake sul-coreano da série intitulado The Time We Were Not in Love estrelada por Ha Ji-won e Lee Jin-wook, exibida pela SBS em 2015.[4]